# Vilarinho dos Freires
Vilarinho dos Freires is een plaats (freguesia) in de Portugese gemeente Peso da Régua en telt 1013 inwoners (2001).